# Jonathan Kakou
Pour les articles homonymes, voir Kakou (homonymie).
Jonathan Kakou (né le 18 décembre 1989 à Koumac en Nouvelle-Calédonie) est un joueur de football français (international néo-calédonien), qui évolue au poste de milieu defensif.

## Biographie

### Carrière en club
Il commence sa carrière au FC Auteuil, petit club de la banlieue de Nouméa avant de signer à l'AS Lossi, alors club de Super Ligue.

Mais c'est à partir de 2011 qu'il connaitra la periode la plus vaste de sa carrière, lorsqu'il signe à l'AS Magenta, avec qui il participe notamment à la Ligue des Champions, et ou il explosera au sein de la sélection nationale.

### Carrière en sélection
Avec l'équipe de Nouvelle-Calédonie, il joue sept matchs (pour aucun but inscrit) entre 2008 et 2012. 
Il figure dans le groupe des sélectionnés lors des Coupes d'Océanie de 2008 et de 2012, où son équipe atteint à chaque fois la finale.

## Palmarès
| AS Magenta - Championnat de Nouvelle-Calédonie (1) : - Champion : 2012, 2014 et 2015 |  | Nouvelle-Calédonie - Coupe d'Océanie : - Finaliste : 2008 et 2012. |